# Стебельков, Альвиан Николаевич
Альвиан Николаевич Стебельков (31 января 1923, д. Юрцыно, Иваново-Вознесенская губерния, РСФСР, СССР — 3 февраля 1984, Москва, СССР) — советский военный и научный деятель, инженер-полковник, лауреат  Сталинской премии (1953), кандидат военных наук (1975). Один из первых  разработчиков и испытателей элементов доставки и боевого применения советского ядерного оружия.

## Биография
Родился 31 января 1923 года в деревне Юрцыно,  ныне Комсомольского района Ивановской области в семье ремесленника.
В 1940 году после окончания с отличием 10-ти классов средней школы,  поступил в Ленинградский институт инженеров гражданского воздушного флота. 3 марта 1941 года  приказом Народного комиссара обороны СССР институт был реорганизован в Ленинградскую военно-воздушную академию, в которой Стебельков и продолжил учёбу. С начала 1944 года, после окончания академии, техник-лейтенант Стебельков принимает участие в  Великой Отечественной войне, воевал в 26-м отдельном Кишенёвском ордена Красной Звезды полку связи 17-й воздушной армии. Участвовал в освобождении Украины, Молдавии, Румынии,  Болгарии, Югославии, Венгрии, Австрии в составе войск 3-го Украинского фронта.
После окончания войны Стебельков  проходит службу в подразделениях связанных с реализацией советского ядерного проекта. С 1947 года служит в Багерово (Крым) на  «Курчатовском полигоне», который был  предназначен для проведения испытаний новейшего вооружения.  18 октября 1951 года в качестве инженера-оператора по работе с пультом управления изделием, в составе  основного экипажа самолета-носителя Ту-4 (командир экипажа, подполковник К. И. Уржунцев), первым в СССР осуществил сброс с высоты  10 000 метров атомной бомбы РДС-3 на Семипалатинском полигоне. Ядерный взрыв произошёл на высоте 380 метров, мощность взрыва составила 42 килотонны. За успешно проведённые  испытания, старший техник-лейтенант Стебельков был награждён орденом Красного Знамени.
31 декабря 1953 года, за разработку специального самолётного оборудования для сбрасывания и летных испытаний изделий и участие в испытаниях изделий РДС-2, РДС-3, РДС-4, РДС-5 и РДС-6с, инженер-майор Стебельков был  удостоен Сталинской премии.
После перевода в Москву, в Главное управление ВВС,  инженер-подполковник Стебельков отдал много сил и времени  укреплению  обороноспособности страны. В 1975 году защитил диссертацию и стал кандидатом военных наук. Последние годы службы полковник Стебельков - преподаватель кафедры оперативного искусства Военной академии Генерального штаба Вооружённых сил СССР.
В 1981 году полковник Стебельков уволен в запас.

## Награды
- орден Красного Знамени (08.12.1951);
- орден Красной Звезды (30.12.1956)[6];
- медали, в том числе:
  - «За боевые заслуги» (19.11.1951)[6];
  - «За победу над Германией в Великой Отечественной войне 1941—1945 гг.» (1945);
  - «За взятие Будапешта» (1945);
  - «За взятие Вены» (1945);
  - «Ветеран Вооружённых Сил СССР» (1976)
  - «За безупречную службу» 1-й степени (1961).

премии
- Сталинская премия III степени (31.12.1953)[7]